# Лабуд грбац
Лабуд грбац или неми лабуд или црвенокљуни лабуд (лат. Cygnus olor) је врста лабуда, која насељава Евроазију. Као и остали лабудови, сврстава се у породицу пловуша (лат. Anatidae). 

## Опис
Ови лабудови имају бело перје, црне ноге и наранџасто-црвени кљун са црном квргом изнад њега. Кљун је назубљен и оивичен црном линијом све до грбе која се налази при основи кљуна. Због тога се ова врста лабуда назива "грбац".
Глава им је округла, а врат танак. Од осталих се лабудова разликују по великој савијености врата, помоћу којег могу да допру до муљевитог дна у потрази за храном без роњења. Због тога спадају у породицу пловуша.
Дугачки су 125 - 170 цм, са распоном крила од 200 до 240 cm. Могу бити високи преко 120 cm када су на тлу. Убрајају се међу најтеже птице летачице, будући да су мужјаци тешки око 12 кг, а женке 9 kg.
Производе многе звукове, ако су узнемирени, шиште на нападача и отерају га. Понекад нападају и људе.
Црвенокљуни лабудови су моногами парови, остају заједно за читав живот. Понекад живе у колонијама, а оне се могу одржати вековима.
Насељавају се на истом месту сваке године, у плићаку од гранчица граде велика гнезда. Женка леже 5-7 јаја, а мужјак чува стражу. У гнезду седи један партнер на јајима док се други храни или одмара. После 35 дана се излежу мали лабудови, сивкасте боје, који већ други дан почињу да самостално пливају и прате родитеље. Они ће понекад провозати младунце на леђима или под крилима. Младунци остају са родитељима 4-5 месеци.
Углавном живе у води, а најчешће се могу пронаћи на рекама, језерима, а понекад и на мору.
Зими се масовно окупљају на незалеђеним водама, где проналазе храну.

## Исхрана
Помоћу пљоснатог кљуна чепркају по дну у потрази за храном. У кљуну имају листиће сличне тестерама. У кљуну је храна задржана помоћу листића, а вода и блато излазе кроз размаке између њих. Често се могу затећи изокренутих наопако да би пронашли храну - тако да им је глава у води, а ноге и реп изнад површине воде.
Хране се углавном биљкама, брсте водену вегетацију. Најчешће једу алге, водене и сувоземне биљке. Уз биљке, повремено једу инсекте, пуноглавце, бескичмењаке и ситне рибе.
Један лабуд мора појести 3-4 килограма хране на дан.

## Распрострањеност
Насељава углавном умерене пределе Европе и предње Азије, мада се може наћи и на истоку, све до Пацифика. Са севера Европе се зими сели на Средоземље и крајњи север Африке. Човек га је населио у Северну Америку, Аустралију, Нови Зеланд и јужну Африку. За разлику од других лабудова, често се среће у близини људи.

## Галерија
- Јаје лабуда грпца
- Полетање лабудова